# Patrick Onnockx
Patrick Onnockx (Halle, 15 juli 1959) is een Belgisch voormalig professioneel wielrenner. Hij reed voor onder meer Beckers Snacks, Lotto-Merckx en AD Renting.

## Belangrijkste overwinningen
1981
- 3e etappe Ronde van Namen

1986
- Le Samyn

1988
- GP de Mauléon Moulins

## Resultaten in voornaamste wedstrijden
| Jaar | Ronde van Italië | Ronde van Frankrijk | Ronde van Spanje |
| ---- | ---------------- | ------------------- | ---------------- |
| 1982 |                  |                     |                  |
| 1984 |                  |                     |                  |
| 1985 |                  | 142e                |                  |
| 1986 |                  |                     |                  |
| 1987 |                  |                     |                  |
| 1988 |                  | opgave              |                  |

| Jaar | Gent-Wevelgem | Parijs-Roubaix | Luik-Bast.‑Luik | Brabantse Pijl | Parijs-Brussel |
| ---- | ------------- | -------------- | --------------- | -------------- | -------------- |
| 1982 | 27e           |                |                 |                | 79e            |
| 1984 |               | 38e            |                 |                | 35e            |
| 1985 |               |                |                 | 7e             |                |
| 1986 |               |                |                 |                | 32e            |
| 1987 |               |                | 74e             | 4e             |                |
| 1988 |               |                |                 |                | 10e            |